# Чічіабад
Чічіабад (перс. چي چي اباد) — село в Ірані, у дегестані Каре-Чай, в Центральному бахші, шагрестані Саве остану Марказі. За даними перепису 2006 року, його населення становило 15 осіб, що проживали у складі 4 сімей.

## Клімат
Середня річна температура становить 18,31°C, середня максимальна – 38,01°C, а середня мінімальна – -3,78°C. Середня річна кількість опадів – 255 мм.
| Клімат поселення                              | Клімат поселення | Клімат поселення | Клімат поселення | Клімат поселення | Клімат поселення | Клімат поселення | Клімат поселення | Клімат поселення | Клімат поселення | Клімат поселення | Клімат поселення | Клімат поселення | Клімат поселення |
| Показник                                      | Січ.             | Лют.             | Бер.             | Квіт.            | Трав.            | Черв.            | Лип.             | Серп.            | Вер.             | Жовт.            | Лист.            | Груд.            |                  |
| Середній максимум, °C                         | 13,84            | 16,44            | 20,43            | 27,08            | 32,43            | 37,38            | 38,01            | 36,64            | 32,67            | 26,34            | 19,85            | 13,77            |                  |
| Середня температура, °C                       | 5,04             | 7,64             | 11,62            | 18,28            | 23,62            | 28,58            | 30,96            | 29,59            | 25,63            | 19,29            | 12,81            | 6,73             |                  |
| Середній мінімум, °C                          | −3,78            | −1,17            | 2,81             | 9,47             | 14,81            | 19,76            | 23,90            | 22,54            | 18,58            | 12,24            | 5,77             | −0,32            |                  |
| Норма опадів, мм                              | 41               | 36               | 41               | 27               | 18               | 3                | 1                | 1                | 2                | 18               | 28               | 39               |                  |
| Середньомісячна швидкість вітру, м/с          | 1.62             | 2.30             | 2.71             | 3.20             | 3.04             | 2.94             | 3.13             | 3.00             | 2.50             | 2.30             | 2.07             | 1.75             |                  |
| Середньомісячна сонячна радіація, кДж/м²·день | 9309             | 12144            | 14692            | 18230            | 22181            | 26062            | 25477            | 23466            | 20038            | 14881            | 10973            | 8815             |                  |
| --------------------------------------------- | ---------------- | ---------------- | ---------------- | ---------------- | ---------------- | ---------------- | ---------------- | ---------------- | ---------------- | ---------------- | ---------------- | ---------------- | ---------------- |
| Джерело:                                      |                  |                  |                  |                  |                  |                  |                  |                  |                  |                  |                  |                  |                  |